# Rudy Galindo

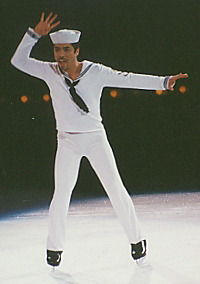
Rudy Galindo en 2002.

Val Joe Rudy Galindo (nacido el 7 de septiembre de 1969 en San José, California) conocido como Rudy Galindo es un profesional del patinaje artístico sobre hielo de los Estados Unidos.
Este patinador nacido en Estados Unidos, pero de origen mexicano-estadounidense es célebre por su carrera profesional y una figura pública frecuentemente nombrada en los tabloides por su vida personal y declaraciones. Ha ganado varios campeonatos de patinaje artístico en Estados Unidos, en categorías individual y de parejas, siendo su compañera más recordada la patinadora Kristi Yamaguchi. En 1996 no pudo ser elegido para los campeonatos debido a su retiro voluntario. 
De las grandes controversias de este deportista resaltan el haberse declarado abiertamente homosexual ante los medios informativos, el haber aceptado en entrevista al diario estadounidense USA Today el hecho de ser VIH-positivo y el haber declarado sobre la homosexualidad de su colega Johnny Weir mientras éste estaba en una competencia. 
Ha participado en el espectáculo de Tom Collins llamado Campeones sobre hielo (Champions on Ice, en inglés), haciendo giras por varias ciudades estadounidenses.